# تينالو
تينالو (بالهولندية: Tynaarlo ) مدينة وبلدية هولندية تقع في الشمال الشرقي للبلاد بمقاطعة درينته.

## طوبوغرافيا
خريطة طوبوغرافية هولندية لبلدية تينالو، 2013.

## توأمة
لتينالو اتفاقيات توأمة مع:
- بيتيشت